# Jošinori Šigemacu
Jošinori Šigemacu (japonsko 重松 良典), japonski nogometaš, * 2. april 1930, Hirošima, Japonska, † 2018.
Za japonsko reprezentanco je odigral eno uradno tekmo.